# Theclinesthes atrosuffusa
Theclinesthes atrosuffusa är en fjärilsart som beskrevs av Waterhouse 1903. Theclinesthes atrosuffusa ingår i släktet Theclinesthes och familjen juvelvingar. Inga underarter finns listade i Catalogue of Life.